# Sari Chabab Miliana
Maillots
Dernière mise à jour : 27 avril 2020.
Le Sari Chabab Miliana (en arabe : سريع شباب مليانة), plus couramment abrégé en SC Miliana ou encore en SCM, est un club algérien de football fondé en 1926 et basé dans la ville de Miliana, dans la Wilaya d'Aïn Defla.

## Histoire
Le Sari Chabab Miliana évolue dans le premier Critérium d'Honneur lors de la saison 1962-1963, équivalent de la division 1 Algérienne . Le club évolue actuellement en Division 5.